# Eric Holcomb
Eric Holcomb (hay Eric Joseph Holcomb, sinh ngày 2 tháng 5 năm 1968) là một chính trị gia người Mỹ. Ông hiện là Thống đốc thứ 51 và đương nhiệm của tiểu bang Indiana kể từ năm 2017. Ông nguyên là Phó Thống đốc Indiana từ năm 2016 đến năm 2017 dưới thời Thống đốc Mike Pence, cựu Phó Tổng thống Hoa Kỳ. Ông đã được đề cử để kế nhiệm Phó Thống đốc Sue Ellspermann sau khi bà từ chức vào ngày 2 tháng 3 năm 2016. Ông đã giành chiến thắng trong cuộc bầu cử năm 2016 cho chức vụ Thống đốc Indiana trước ứng cử viên Đảng Dân chủ John R. Gregg. Tiếp tục tranh cả và tái đắc cử năm 2020 trước ứng cử viên Đảng Dân chủ Woody Myers và ứng cử viên Đảng Tự do Donald Rainwater.
Eric Holcomb là Đảng viên Đảng Cộng hòa, chính trị gia bảo thủ, từng phục vụ Hải quân Hoa Kỳ với vị trí sĩ quan tình báo, khi lãnh đạo Indiana, ông tập trung vào các chính sách đẩy mạnh kinh tế thương mại, hợp tác quốc tế và thu hút đầu tư nước ngoài.

## Xuất thân và giáo dục
Eric Holcomb sinh ra ở thủ phủ Indianapolis, Indiana, Hoa Kỳ, tên khai sinh là Eric Joseph Holcomb. Ông theo học phổ thông ở quê nhà, tốt nghiệp Trường Trung học Pike ở Indianapolis năm 1986. Sau đó, ông tới thị trấn Hannover, Hanover, quận Jefferson theo học Trường Hanover, nhận bằng Cử nhân Nghệ thuật năm 1990. Tại Hanover, ông tham gia nhóm huynh đệ Phi Gamma Delta, và giữ chức chủ tịch. Sau khi tốt nghiệp đại học, Eric Holcomb nhập ngũ và phục vụ trong Hải quân Hoa Kỳ trong sáu năm với tư cách là sĩ quan tình báo, đóng quân tại Jacksonville, Florida và ở Lisboa, Bồ Đào Nha. Với những hoạt động trong sự nghiệp và xã hội, ông nhận bằng Tiến sĩ Danh dự về Thư từ Nhân đạo (Doctor of Humane Letters) từ Đại học Trine vào ngày 5 tháng 10 năm 2018, và bằng Tiến sĩ Luật danh dự từ Đại học Anderson vào ngày 11 tháng 5 năm 2019.

## Sự nghiệp

### Thời kỳ đầu
Năm 1997, Eric Holcomb xuất ngũ, bắt đầu sự nghiệp chính trị. Ban đầu, ông làm việc cho John Hostettler, Hạ nghị sĩ Hạ viện Hoa Kỳ. Đến năm 2000, ông tranh cử vào Hạ viện Indiana, đối đầu với ứng viên John Frenz, nhưng bị đánh bại. Từ năm 2003 đến năm 2011, ông làm cố vấn cho Thống đốc Indiana Mitch Daniels, từng là Phó Chánh văn phòng, và là Giám đốc chiến dịch vận động tranh cử năm 2008 của Mitch Daniels. Năm 2011, ông trở thành Chủ tịch Đảng Cộng hòa Indiana. Năm 2013, ông từ chức ở Đảng Cộng hòa Indiana, giữ chức Chánh văn phòng hỗ trợ Thượng nghị sĩ Hoa Kỳ Dan Coats.  Vào tháng 3 năm 2015, Dan Coats thông báo rằng ông sẽ không tái tranh cử vào Thượng viện trong cuộc bầu cử năm 2016, và Eric Holcomb tuyên bố ý định tranh cử. Đến tháng 2 năm 2016, ông rút khỏi cuộc đua vào Thượng viện.

### Phó Thống đốc
Tháng 2 năm 2016, Phó Thống đốc Sue Ellspermann của Indianatuyên bố từ chức, Thống đốc Mike Pence đã chọn Eric Holcomb để kế nhiệm và trở thành đồng sự tranh cử của ông trong cuộc bầu cử Thống đốc năm 2016. Ông tuyên thệ nhậm chức Phó Thống đốc Indiana vào ngày 3 tháng 3 năm 2016. Ông công tác ở vị trí Phó Thống đốc cùng Thống đốc Indiana Mike Pence trong hơn một năm.

### Thống đốc Indiana

#### Tranh cử

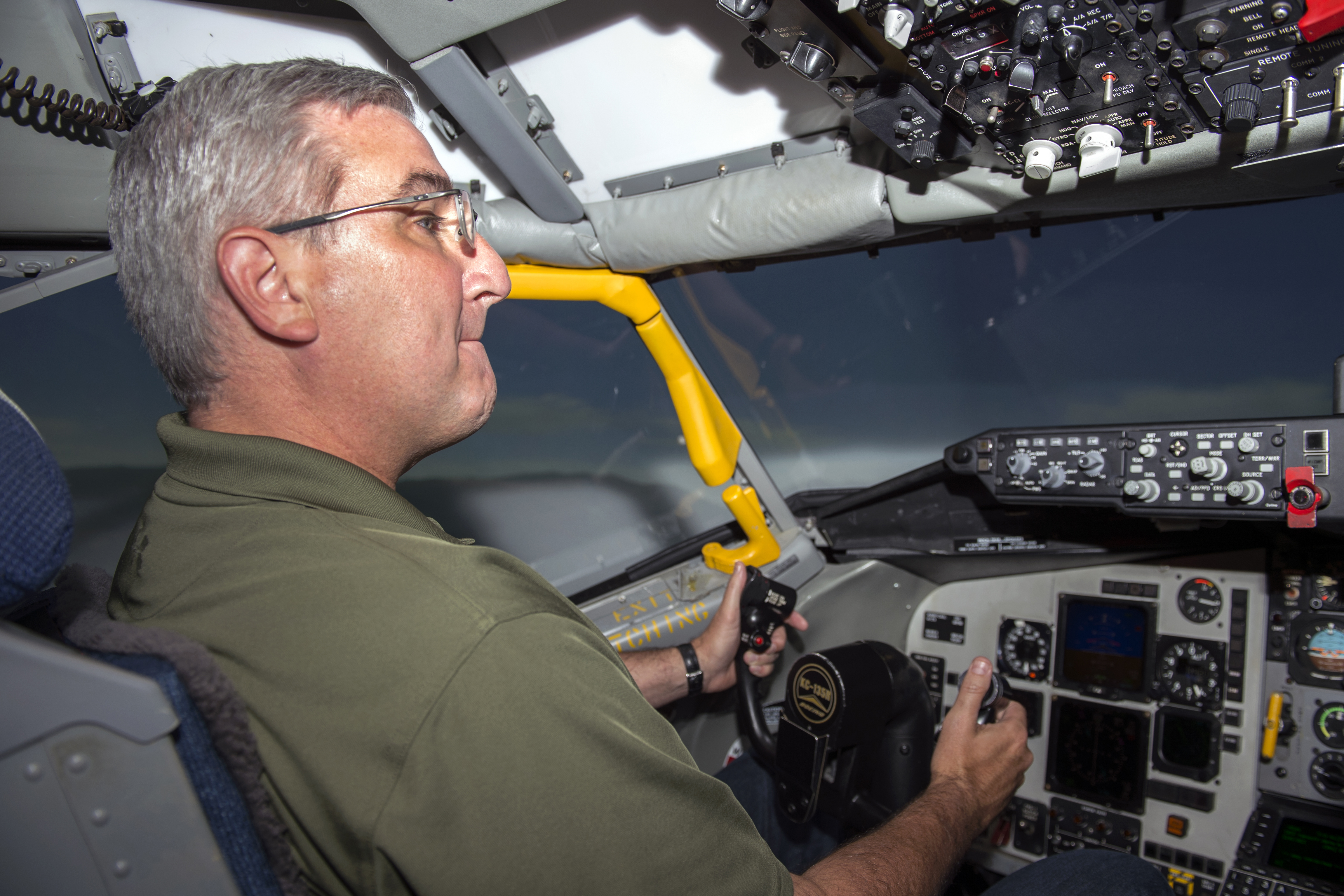
Eric Holcomb kiểm tra máy bay KC-135 Stratotanker năm 2016.

Vào cuối tháng 6 năm 2016, nhiều thông tin tuyên bố Mike Pence sẽ là ứng cử viên của Đảng Cộng hòa cho vị trí Thó Tổng thống dưới sự đề cử của ứng viên Tổng thống Donald Trump. Đầu tháng 7, Donald Trump đã chính thức chọn Mike Pence là đồng minh tranh cử của mình. Mike Pence sau đó rút khỏi cuộc bầu cử Thống đốc bang Indiana và Eric Holcomb rút lui khỏi tư cách là người được đề cử cho chức vị Phó Thống đốc. Ông quyết định tham gia tranh cử cho chức vụ Thống đốc, đánh bại Hạ nghị sĩ Hoa Kỳ Susan Brooks, đại diện Todd Rokita, và Thượng nghị sĩ tiểu bang Jim Tomes, trở thành ứng viên của Đảng Cộng hòa. Ông đã chọn Kiểm toán viên Indiana Suzanne Crouch làm đồng minh ứng cử cho chức vụ Phó Thống đốc trong chiến dịch cua mình. Đối thủ của ông là ứng viên Đảng Dân chủ John R. Gregg, cựu Chủ tịch Hạ viện Indiana, cũng là người tham gia tranh cử Thống đốc năm 2012 đối mặt với Mike Pence; đồng minh của John R. Gregg là Hạ nghị sĩ Indiana Christina Hale. Sau một chiến dịch kéo dài 106 ngày chưa từng có trong lịch sử Indiana, Eric Holcomb đã đánh bại John R. Gregg với tỷ lệ 51,4–45,4%, trở thành Thống đốc Indiana. Năm 2020, ông tiếp tục tranh cử và tái đắc cử vị trí này, đánh bại ứng viên Dân chủ Woody Myers với tỷ lệ 56,51–32,05%; trở thành ứng viên nhận được nhiều phiếu bầu nhất trong lịch sử Indiana. Eric Holcomb nhậm chức nhiệm kỳ thứ hai vào ngày 11 tháng 1 năm 2021, cũng ngày với Tổng Chưởng lý Indiana Todd Rokita.

#### Nhiệm kỳ

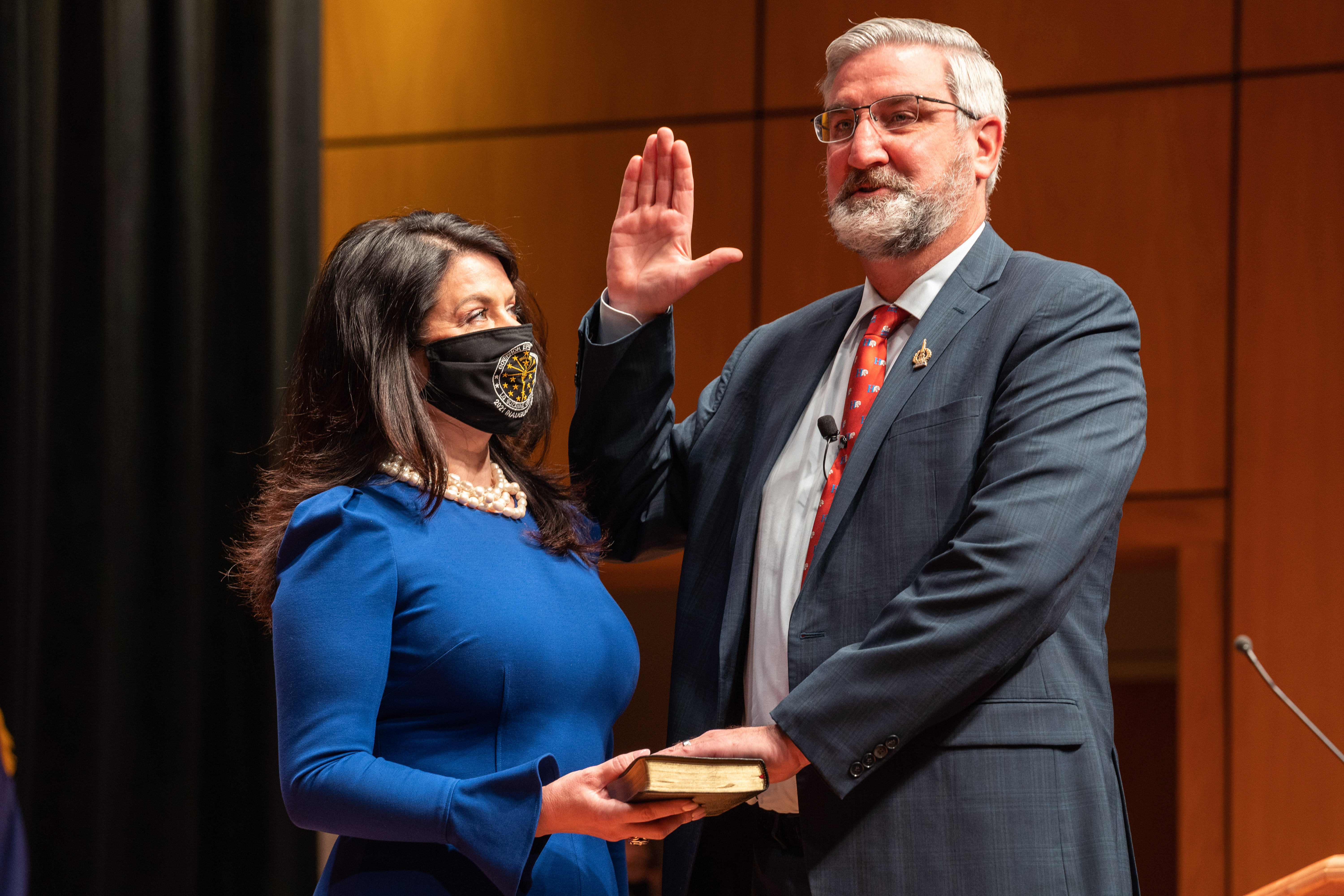
Eric Holcomb tuyên thệ nhậm chức Thống đốc Indiana 2021 bên cạnh vợ anet Holcomb.

Trong nhiệm kỳ Thống đốc thứ nhất, Eric Holcomb đã công bố chương trình nghị sự của mình cho kỳ họp của Hội đồng Lập pháp Indiana. Chương trình nghị sự của ông dựa trên năm vấn đề trụ cột, gồm: củng cố và đa dạng hóa nền kinh tế của Indiana; tăng cường cơ sở hạ tầng của Indiana; tăng cường giáo dục và đào tạo lực lượng lao động; tăng cường sức khỏe cộng đồng; và tấn công tình trạng nghiện ngập trong xã hội và cung cấp dịch vụ chính phủ với giá trị vượt trội cho người nộp thuế. Hoạt động đầu tiên của ông với tư cách Thống đốc là thành lập Văn phòng Phòng chống, Thực thi và Điều trị ma túy, giao nhiệm vụ giải quyết cuộc khủng hoảng opioid và các vấn đề nghiện ngập khác ở Indiana. Ngoài ra, vào đầu nhiệm kỳ của mình, Eric Holcomb đã tiến hành: ân xá cho Keith Cooper, người đã ngồi tù tám năm sau khi bị kết án oan vì một vụ cướp có vũ trang; tuyên bố tình trạng khẩn cấp về thảm họa môi trường tại vùng Đông Chicago ở Indiana; và kết thúc các cuộc thảo luận hợp đồng giữa Cơ quan Tài chính Indiana và Agile Networks để quản lý cơ sở hạ tầng thông tin liên lạc của Indiana, bao gồm cả tháp di động.
Eric Holcomb đã ưu tiên thu hút đầu tư quốc tế và mở thêm thị trường nước ngoài cho hàng hóa do Hoosier sản xuất. Kể từ khi nhậm chức, ông đã có 11 chuyến công du phát triển kinh tế quốc tế với các nhà lãnh đạo chính phủ, doanh nghiệp, giáo dục, quân đội và tổ chức phi lợi nhuận ở Vương quốc Anh, Pháp, Hungary, Nhật Bản, Ấn Độ, Canada, Israel, Cộng hòa Séc, Slovakia, Áo, Thụy Sĩ, Đức, Ý, Bỉ, Luxembourg, Hàn Quốc và Trung Quốc. Ông cũng đã đến thăm các quân nhân và phụ nữ người Indiana và các thành viên của Đoàn Ngoại giao Hoa Kỳ đang phục vụ ở nước ngoài. Chiến lược tham gia quốc tế của ông đã giúp đầu tư trực tiếp nước ngoài (FDI) vào Indiana tăng 300% kể từ năm 2017. Vào tháng 4 năm 2017, Hội đồng Lập pháp Indiana đã chấp thuận yêu cầu của Eric Holcomb về việc tăng thuế nhiên liệu và phí đăng ký ô tô để tài trợ cho chi tiêu cơ sở hạ tầng, chủ yếu cho bảo trì và xây dựng đường bộ. Luật có hiệu lực vào ngày 1 tháng 7 năm 2017 và dự kiến sẽ huy động được trung bình 1,2 tỷ USD mỗi năm cho đến năm 2024.

## Lịch sử tranh cử
| Tổng tuyển cử Thống đốc Indiana 2016 | Tổng tuyển cử Thống đốc Indiana 2016 | Tổng tuyển cử Thống đốc Indiana 2016 | Tổng tuyển cử Thống đốc Indiana 2016 | Tổng tuyển cử Thống đốc Indiana 2016 | Tổng tuyển cử Thống đốc Indiana 2016 |
| Đảng                                 | Đảng                                 | Ứng cử viên                          | Số phiếu                             | %                                    | ±                                    |
| ------------------------------------ | ------------------------------------ | ------------------------------------ | ------------------------------------ | ------------------------------------ | ------------------------------------ |
|                                      | Cộng hòa                             | Eric Holcomb                         | 1,397,396                            | 51.38%                               | +1.89%                               |
|                                      | Dân chủ                              | John R. Gregg                        | 1.235.503                            | 45,42%                               | -1,14%                               |
|                                      | Tự do                                | Rex Bell                             | 87.025                               | 3,20%                                | -0,75%                               |
| Tổng số phiếu                        | Tổng số phiếu                        | Tổng số phiếu                        | 2,719,968                            | 100,00%                              |                                      |
|                                      | Cộng hòa Giữ ghế                     |                                      |                                      |                                      |                                      |

| Tổng tuyển cử Thống đốc Indiana 2020 | Tổng tuyển cử Thống đốc Indiana 2020 | Tổng tuyển cử Thống đốc Indiana 2020 | Tổng tuyển cử Thống đốc Indiana 2020 | Tổng tuyển cử Thống đốc Indiana 2020 | Tổng tuyển cử Thống đốc Indiana 2020 |
| Đảng                                 | Đảng                                 | Ứng cử viên                          | Số phiếu                             | %                                    | ±                                    |
| ------------------------------------ | ------------------------------------ | ------------------------------------ | ------------------------------------ | ------------------------------------ | ------------------------------------ |
|                                      | Cộng hòa                             | Eric Holcomb (đương nhiệm)           | 1.706.739                            | 56,51%                               | +5,13%                               |
|                                      | Dân chủ                              | Woody Myers                          | 968.106                              | 32,05%                               | -13,37%                              |
|                                      | Tự do                                | Donald Rainwater                     | 345.569                              | 11,44%                               | +8,24%                               |
| Tổng số phiếu                        | Tổng số phiếu                        | Tổng số phiếu                        | 3,020,414                            | 100,00%                              |                                      |
|                                      | Cộng hòa Giữ ghế                     |                                      |                                      |                                      |                                      |

## Đời tư
Eric Holcomb và vợ là Janet Holcomb, điều hành một doanh nghiệp gia đình ở quận Madison, Indiana. Hai người không có con, cùng nuôi một chú chỏ nhỏ Schnauzer còn được gọi là First Dog of Indiana.